# Kanton Saint-Dié-des-Vosges-Est
Kanton Saint-Dié-des-Vosges-Est is een voormalig kanton van het Franse departement Vosges. Kanton Saint-Dié-des-Vosges-Est maakt deel uit van het arrondissement Saint-Dié-des-Vosges. Het kanton werd op 22 maart 2015 opgeheven en de gemeenten werden opgenomen in het op die dag gevormde kanton Saint-Dié-des-Vosges-2.

## Gemeenten
Het kanton Saint-Dié-des-Vosges-Est omvat de volgende gemeenten:
- Ban-de-Laveline
- Bertrimoutier
- Coinches
- Combrimont
- Frapelle
- Gemaingoutte
- Lesseux
- Nayemont-les-Fosses
- Neuvillers-sur-Fave
- Pair-et-Grandrupt
- Raves
- Remomeix
- Saint-Dié-des-Vosges (deels, hoofdplaats)
- Sainte-Marguerite
- Saulcy-sur-Meurthe
- Wisembach